# Snapdragon
Snapdragon es una gama de productos semiconductores de sistema en chip (SoC) para dispositivos móviles diseñados y comercializados por Qualcomm Technologies Inc. La CPU del Snapdragon utiliza la arquitectura ARM. Un solo SoC puede incluir múltiples núcleos de CPU, una GPU Adreno, un módem inalámbrico Snapdragon, un procesador de señal digital (DSP) Hexagon, un proceso de señal de imagen (ISP) Qualcomm Spectra y otro software y hardware para admitir un teléfono inteligente, GPS, cámara, video, audio, reconocimiento de gestos y acelerador de IA. Como tal, Qualcomm a menudo se refiere a Snapdragon como una "plataforma móvil" (por ejemplo, La plataforma móvil Qualcomm Snapdragon 865 5G). Los semiconductores Snapdragon están integrados en dispositivos de varios sistemas, incluidos Android, Windows Phone y netbooks. También se utilizan en automóviles, equipos portátiles y otros dispositivos. Además de los procesadores, la línea Snapdragon incluye módems, chips Wi-Fi y productos de carga móvil.
El Snapdragon QSD8250 se lanzó en diciembre de 2007. Incluía el primer procesador de 1 GHz para teléfonos móviles. Qualcomm introdujo su microarquitectura "Krait" en la segunda generación de SoC Snapdragon en 2011, lo que permite que cada núcleo del procesador ajuste su velocidad según las necesidades del dispositivo. En el Consumer Electronics Show de 2013, Qualcomm presentó el primero de la serie Snapdragon 800 y cambió el nombre de los modelos anteriores a las series 200, 400 y 600. Desde entonces, se han introducido varias iteraciones nuevas, como Snapdragon 805, 810, 615 y 410. Qualcomm cambió la marca de sus productos de módem con el nombre de Snapdragon en febrero de 2015. A 2018 Asus, HP y Lenovo han comenzado a vender computadoras portátiles con CPU basadas en Snapdragon que ejecutan Windows 10 bajo el nombre de "Always Connected PCs" (en español: PCs siempre conectadas), lo que marca una entrada en el mercado de PC para Qualcomm y la arquitectura ARM.

## Historia

### Prelanzamiento
Qualcomm anunció que estaba desarrollando el CPU Scorpion en noviembre de 2007. El SoC de Snapdragon se anunció en noviembre de 2006 e incluía el procesador Scorpion, así como otros semiconductores. Esto también incluyó el primer procesador de señal digital (DSP) Hexagon personalizado de Qualcomm.
Según un portavoz de Qualcomm, se llamó Snapdragon porque "Snap (traducido al español como instantáneo o repentino) y Dragon sonaba rápido y feroz". Al mes siguiente, Qualcomm adquirió Airgo Networks por una cantidad no revelada; dijo que la tecnología Wi-Fi de 802.11a/b/g y 802.11n de Airgo se integraría con el conjunto de productos Snapdragon. Las primeras versiones de Scorpion tenían un diseño de núcleo de procesador similar al Cortex-A8.

### Primeros productos (2007-2009)

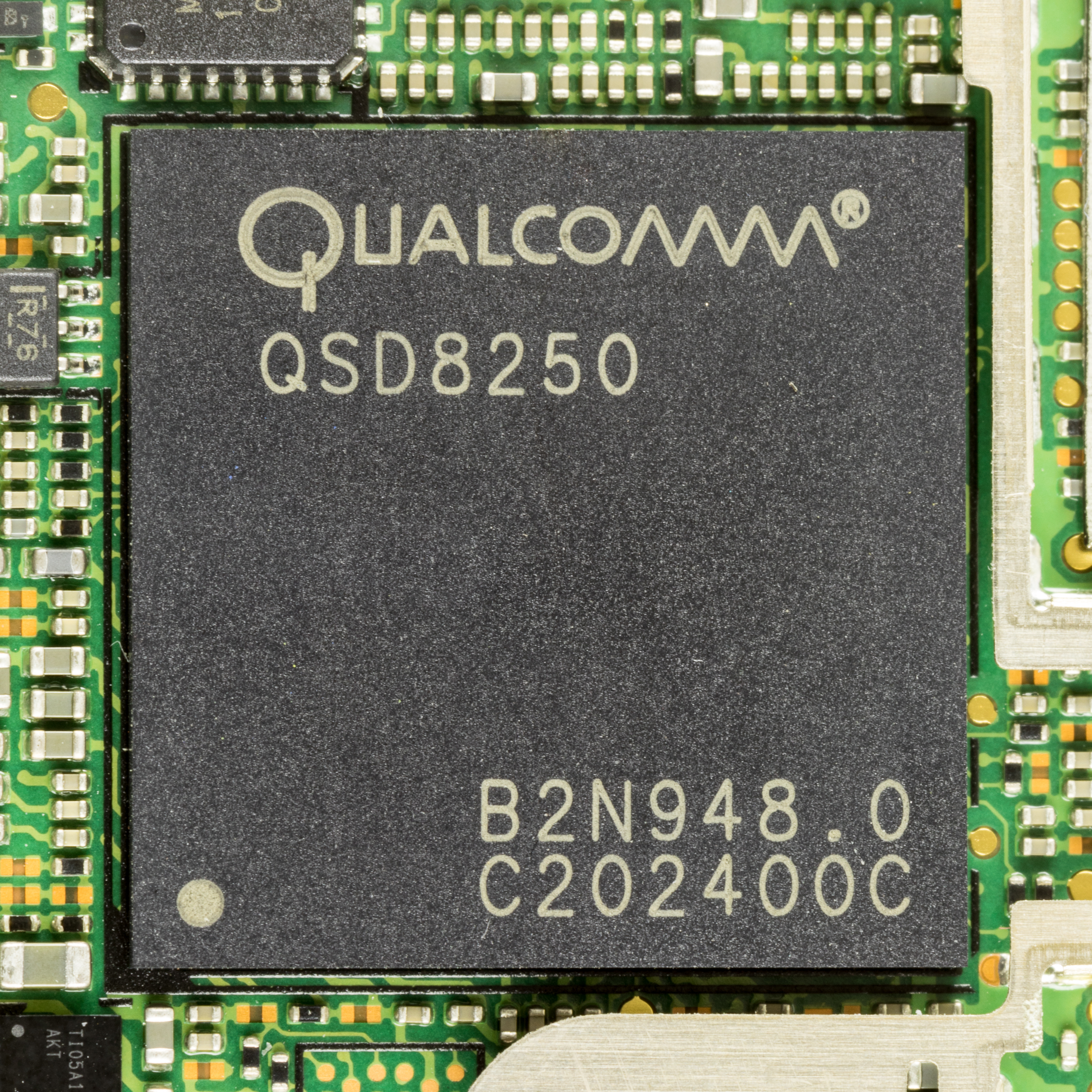
Qualcomm QSD8250

Los primeros envíos de Snapdragon fueron del QSD8250 en noviembre de 2007. Según CNET, Snapdragon se hizo famoso por tener el primer procesador de 1 GHz hecho para dispositivos móviles. La mayoría de los teléfonos inteligentes en ese momento usaban procesadores de 500 MHz. La primera generación de productos Snapdragon admitía una resolución 720p, gráficos 3D y una cámara de 12 megapíxeles. En noviembre de 2008, 15 fabricantes de dispositivos decidieron incorporar chips Snapdragon en sus productos electrónicos para el público.
En noviembre de 2008, Qualcomm anunció que también competiría contra Intel en el mercado de procesadores para netbooks con el sistema en chips Snapdragon de doble núcleo planificado para finales de 2009. Demostró un procesador Snapdragon que consumía menos energía que los chips Intel anunciados al mismo tiempo y afirmó que también costaría menos cuando se lanzara. Ese mismo mes, Qualcomm presentó un prototipo de netbook basado en Snapdragon llamado Kayak que usaba procesadores de 1.5 GHz y estaba destinado a los mercados de desarrollo.
En mayo de 2009, Java SE fue portado y optimizado para Snapdragon. En la feria Computex Taipei de noviembre de 2009, Qualcomm anunció la incorporación del QSD8650A al conjunto de productos Snapdragon, que se basaba en procesos de fabricación de 45 nanómetros. Presentaba un procesador de 1.2 GHz y tenía un consumo de energía más bajo que los modelos anteriores.

### Adopción (2009-2010)
A fines de 2009, los fabricantes de teléfonos inteligentes anunciaron que utilizarían SoC Snapdragon en el Acer Liquid Metal, HTC HD2, Toshiba TG01 y Sony Ericsson Xperia X10. Lenovo anunció su primer netbook con SoC Snapdragon en diciembre. Según PC World, los dispositivos móviles que usaban Snapdragon tenían una mayor duración de la batería y eran más pequeños que los que usaban otros SoC.
En junio de 2010, los chips Snapdragon se integraron en 20 dispositivos de consumo disponibles y se incorporaron a 120 diseños de productos en desarrollo. Apple tenía una posición dominante en el mercado de teléfonos inteligentes en ese momento y no incorporó Snapdragon en ninguno de sus productos. Por lo tanto, el éxito de Snapdragon se basó en los teléfonos Android de la competencia, como el Nexus One de Google y el HTC Incredible, que desafiaron la posición de mercado de Apple. Los dispositivos Android terminaron arrebatándole cuota de mercado al iPhone y usaron predominantemente Snapdragon.
Hubo un "informe no confirmado pero ampliamente difundido" que especulaba que Apple iba a comenzar a usar SoC Snapdragon en iPhones basados en Verizon. A partir de 2012, Apple todavía usaba sus propios diseños de semiconductores AX. El soporte para los sistemas operativos Windows Phone 7 se agregó a Snapdragon en octubre de 2010.
Para 2011, Snapdragon estaba integrado en los dispositivos WebOS de Hewlett Packard y tenía una participación de mercado del 50% de un mercado de procesadores de teléfonos inteligentes de $ 7.9 mil millones.
En julio de 2014, la cuota de mercado de los teléfonos Android había crecido hasta el 84,6 %, y los chips Snapdragon de Qualcomm estaban integrados en el 41 % de los teléfonos inteligentes.
Los chips Snapdragon también se utilizan en la mayoría de los relojes inteligentes basados en Android. Los productos Snapdragon también se han utilizado en productos de realidad virtual, en vehículos como el Maserati Quattroporte y Cadillac XTS y en otras aplicaciones.

### Era del ARM de 32 bits (2010-2015)

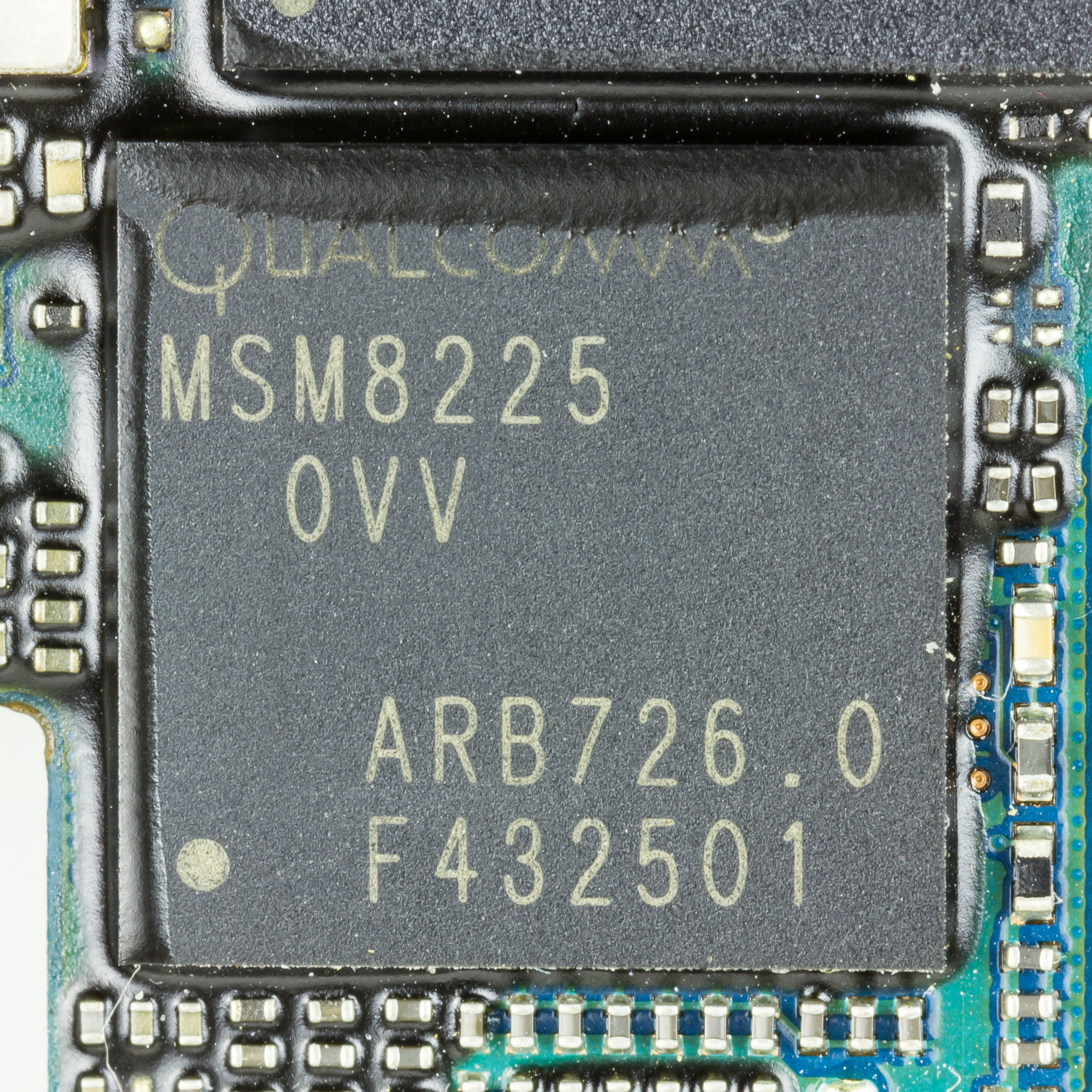
Procesador Snapdragon S4 Play - Qualcomm MSM8225

En junio de 2010, Qualcomm comenzó a probar la tercera generación de productos Snapdragon; dos SoCs de doble núcleo de 1.2 GHz llamados Mobile Station Modem (MSM) 8260 y 8660. El 8260 era para redes GSM, UMTS y HSPA+, mientras que el 8660 era para redes CDMA2000 y EVDO. Ese noviembre, Qualcomm anunció el MSM8960 para redes LTE.
A principios de 2011, Qualcomm anunció una nueva arquitectura de procesador llamada Krait, que usaba el conjunto de instrucciones ARM v7, pero se basaba en el diseño del procesador de Qualcomm. Los procesadores se llamaron S4 y tenían una función llamada Procesamiento múltiple simétrico asíncrono (Asynchronous Symmetrical Multi-Processing o aSMP), lo que significa que cada núcleo del procesador ajustaba su velocidad de reloj y voltaje en función de la actividad del dispositivo para optimizar el uso de la batería. Los modelos anteriores se renombraron a S1, S2 y S3 para distinguir cada generación.
La generación de SoC Snapdragon basada en S4 comenzó a enviarse a los fabricantes de productos con el MSM8960 en febrero de 2012. En las pruebas comparativas realizadas por Anandtech, el MSM8960 tuvo un mejor rendimiento que cualquier otro procesador probado. En una evaluación general del sistema, el 8960 obtuvo una puntuación de 907, en comparación con los 528 y 658 del Galaxy Nexus y el HTC Rezound, respectivamente. En una prueba comparativa de Quadrant, que evalúa la potencia de procesamiento bruto, un procesador Krait de doble núcleo obtuvo una puntuación de 4952, mientras que el Nvidia Tegra 3 de cuatro núcleos obtuvo un poco menos de 4000. La versión de cuatro núcleos, APQ8064, estuvo disponible en julio de 2012. Fue el primer SoC Snapdragon en usar la GPU Adreno 320 de Qualcomm.
La adopción de Snapdragon contribuyó a la transición de Qualcomm de una empresa de módems inalámbricos a una que también produce una gama más amplia de hardware y software para dispositivos móviles. En julio de 2011, Qualcomm adquirió ciertos activos de GestureTek para incorporar su propiedad intelectual de reconocimiento de gestos en los SoC Snapdragon. A mediados de 2012, Qualcomm anunció el kit de desarrollo de software (SDK) Snapdragon para dispositivos Android en la conferencia de desarrolladores Uplinq. El SDK incluye herramientas para reconocimiento facial, reconocimiento de gestos, cancelación de ruido y grabación de audio. Ese noviembre, Qualcomm adquirió algunos activos de EPOS Development para integrar su tecnología de reconocimiento de gestos y lápiz óptico en los productos Snapdragon. También colaboró con Microsoft para optimizar Windows Phone 8 para semiconductores Snapdragon.
Para 2012, el Snapdragon S4 (núcleo Krait) había tomado una participación dominante de otros sistemas en chips de Android como Nvidia Tegra y Texas Instruments OMAP, lo que provocó que este último saliera del mercado. En julio de 2014, la cuota de mercado de los teléfonos Android había crecido hasta el 84,6 %, y los chips Snapdragon de Qualcomm funcionaban en el 41 % de los teléfonos inteligentes.
Sin embargo, el debut en septiembre de 2013 del chip A7 de 64 bits de Apple en el iPhone 5S obligó a Qualcomm a lanzar rápidamente uno de igual arquitectura para mantenerse en la competencia, a pesar del rendimiento capaz del Snapdragon 800/801/805, ya que sus núcleos Krait existentes eran solo de 32 bits. Los primeros SoC de 64 bits, Snapdragon 808 y 810, se lanzaron rápidamente al mercado utilizando núcleos genéricos Cortex-A57 y Cortex-A53 y sufrieron problemas de sobrecalentamiento y throttling (rendimiento reducido), particularmente en el 810, lo que llevó a Samsung a deshacerse de Snapdragon para su buque insignia, el Galaxy S6.
La serie 200 de nivel de entrada se amplió con seis nuevos procesadores que utilizan la fabricación de 28 nanómetros y opciones de dos o cuatro núcleos en junio de 2013. El Snapdragon 210 de nivel de entrada, diseñado para teléfonos de bajo costo, se anunció en septiembre de 2014.

### Era del ARM personalizada de 64 bits (2016-presente)
Después del primer intento de Qualcomm de un sistema de 64 bits en un chip, crearon una nueva arquitectura interna que en los modelos posteriores mostró un mejor rendimiento térmico, especialmente en comparación con los modelos Snapdragon lanzados después de 2015, como el Snapdragon 820.
A principios de 2016, Qualcomm lanzó el Snapdragon 820, un procesador de cuatro núcleos ARM de 64 bits que utiliza núcleos Kryo diseñados internamente. Qualcomm lanzó el Snapdragon 821, una versión actualizada a finales de año con velocidades de reloj más altas y un rendimiento ligeramente mejor. La familia Snapdragon 820 utiliza el proceso FinFET de 14 nanómetros de Samsung . Qualcomm también lanzó el Qualcomm Snapdragon Neural Processing Engine SDK, que fue la primera aceleración de IA en teléfonos inteligentes.
Qualcomm anunció el SoC Snapdragon 835 de ocho núcleos el 17 de noviembre de 2016. Lanzado al año siguiente, utiliza núcleos Kryo 280 y está construido con el proceso FinFET de 10 nanómetros de Samsung. En el lanzamiento inicial, debido al papel de Samsung en la fabricación del chip, su división móvil también adquirió el inventario inicial del chip. Eso significa que ningún otro fabricante de teléfonos pudo fabricar productos que contuvieran el Snapdragon 835 hasta que Samsung lanzó su dispositivo insignia del año, el Galaxy S8.
En el Computex 2017 en mayo, Qualcomm y Microsoft anunciaron planes para lanzar computadoras portátiles basadas en Snapdragon con Windows 10. Qualcomm se asoció con HP, Lenovo y Asus para lanzar portátiles delgados y dispositivos 2 en 1 con la tecnología Snapdragon 835.
En diciembre de 2017, Qualcomm anunció el Snapdragon 845 de ocho núcleos. Utiliza el mismo proceso de fabricación de 10 nanómetros que el Snapdragon 835 anterior, pero introdujo una nueva arquitectura de procesador, Kryo 385, diseñada para una mejor duración de la batería, fotografía y para usar con aplicaciones de inteligencia artificial.
A principios de 2018, Qualcomm presentó la serie 7, que se ubica entre las series 6 y 8 en términos de precio y rendimiento. El 700 se lanzó con los modelos octa-core Snapdragon 710 y 712, utilizando la arquitectura del procesador Kryo 360 y se basó en un proceso de fabricación de 10 nanómetros.
En 2019, Qualcomm lanzó nuevas variantes de sus procesadores móviles, con el Snapdragon 855 reemplazando al 845. El Snapdragon 855 compite con otras soluciones de sistema en chip de gama alta como el Apple A12 y Kirin 980. El Snapdragon 855 presenta núcleos Kryo 485, construidos en un proceso de 7 nanómetros de TSMC . El Snapdragon 730 y 730G reemplazó al 710 y 712. Los nuevos 730 y 730G cuentan con núcleos Kryo 460, basados en el proceso de 8 nanómetros de Samsung.
En diciembre de 2019, Qualcomm anunció Snapdragon 865 y Snapdragon 765, que sucedieron a Snapdragon 855/855+ y Snapdragon 730/730G respectivamente. El Snapdragon 765 tiene 5G integrado, mientras que el Snapdragon 865 cuenta con la asistencia de un módem Qualcomm X55 5G separado. A pesar de carecer de 5G integrado, el Snapdragon 865 es incompatible con los teléfonos 4G.
En mayo de 2020, Qualcomm anunció el nuevo procesador Snapdragon 768G 5G, una versión mejorada del procesador 765G. La principal diferencia entre el 765G y el 768G es que el 768G ofrecerá un aumento del 15% en el rendimiento y una mayor velocidad de reloj en la CPU, de 2.4 GHz a 2.8 GHz.
En septiembre de 2020, Qualcomm presentó el procesador Snapdragon 750G, la última incorporación a la serie 7, diseñada para brindar soporte 5G para juegos móviles de baja latencia.
En diciembre de 2020, Qualcomm presentó el Snapdragon 888. Las principales diferencias en comparación con el 865/+ son un nuevo núcleo, diseñado por ARM, ARM Cortex X1, soporte para LPDDR5-6400 y un módem 5G integrado, lo que significa que no se requiere el módem X55. El 888 se basa en Samsung 5nm, con un TDP de 5 vatios, pero esto puede ser alterado por el fabricante.
El helicóptero Ingenuity de la NASA, que aterrizó en Marte, utiliza un procesador Snapdragon 801.
En mayo de 2022, Qualcomm anunció su nuevo modelo Snapdragon 8 Gen 1 Plus. Qualcomm afirma que el modelo actualizado ofrecerá un rendimiento de la CPU un 10 % más rápido, relojes de la GPU un 10 % más rápidos, una eficiencia energética del 30 % tanto de la CPU como de la GPU, un rendimiento de la IA un 20 % mejor por vatio y un 15 % menos de consumo de energía total. Además, tras este anuncio, Qualcomm también anunció el nuevo Snapdragon 7 Gen 1 dirigido a los jugadores con un rendimiento gráfico un 20 % mejor que el de la generación anterior. Honor, Oppo y Xiaomi son las únicas marcas que figuran como dispositivos de construcción en torno al 7 Gen 1, y se listan para su lanzamiento en el segundo trimestre de 2022, mientras que los dispositivos con Snapdragon 8 Gen 1 Plus se esperan para el tercer trimestre.

## Descripción y modelos actuales
Los productos del SoC Snapdragon generalmente incluyen una unidad de procesamiento de gráficos (GPU), un sistema de posicionamiento global (GPS) y un módem de celular integrado en un solo paquete. Tiene software incluido que opera gráficos, video y toma de fotografías. Hay 23 procesadores Snapdragon diferentes en las familias de productos 200, 400, 600, 700 y 800 que abarcan de gama baja a alta respectivamente, así como productos de carga móvil y Wi-Fi. Algunos de sus componentes incluyen el procesamiento de gráficos Adreno, el DSP Qualcomm Hexagon y procesadores que utilizan la arquitectura del procesador S4 de Qualcomm. Además de los teléfonos inteligentes, la serie 400 se usa en relojes inteligentes y la 602A está destinada a la electrónica de los automóviles.
El actual esquema de nombres de Snapdragon se implementó después de que se anunciara la familia Snapdragon 800 en el Consumer Electronics Show de 2013; los modelos anteriores pasaron a llamarse serie 200, 400 o 600. También se lanzó un nuevo Snapdragon 600, que a mediados de año se incorporó en la mayoría de los nuevos dispositivos Android. La familia 400 es de nivel de entrada, la 600 es de mercado masivo o de gama media, y la familia 800 es para teléfonos de gama alta o insignia.

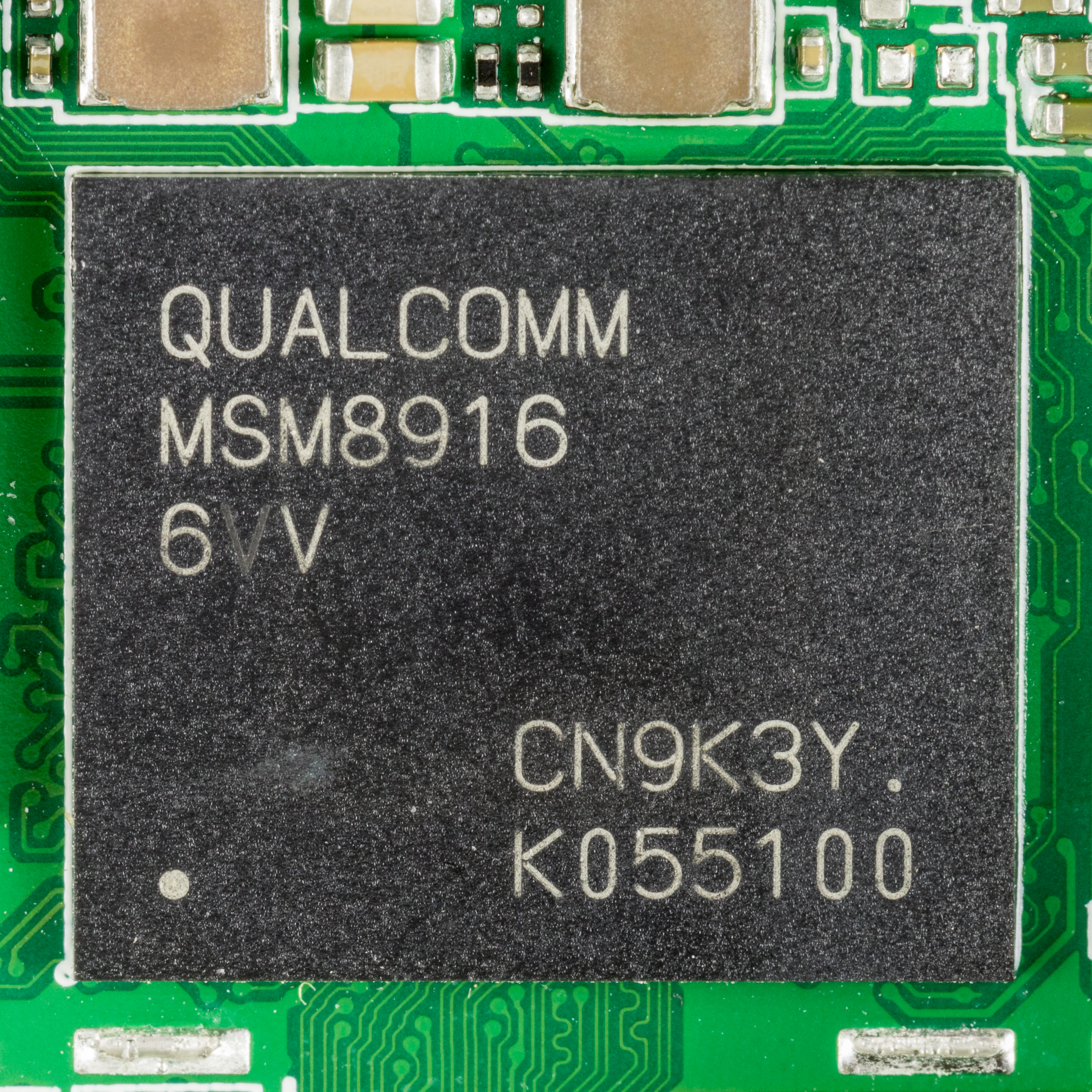
Snapdragon 410

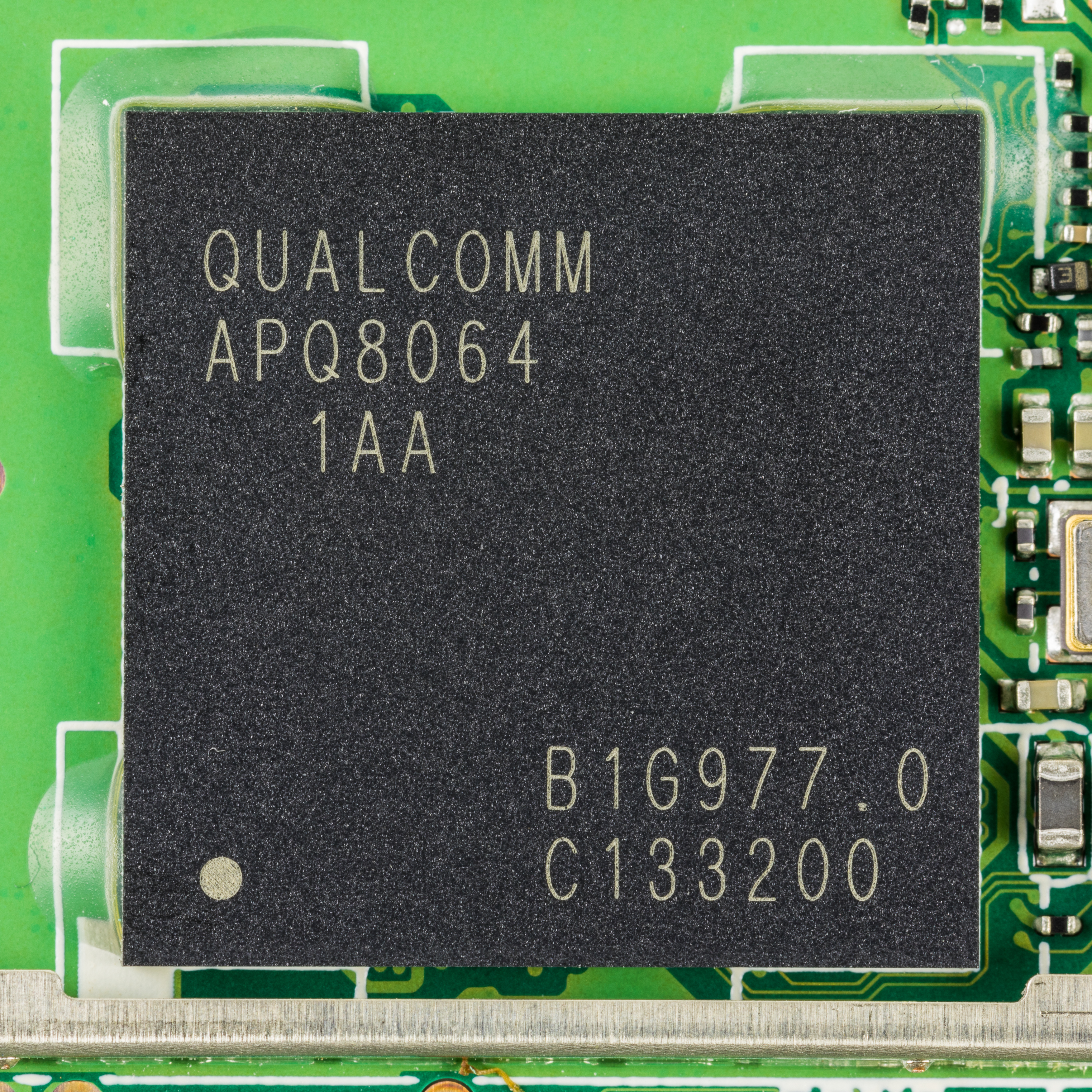
Snapdragon 600 (modelo APQ8064)

El Snapdragon 805 se lanzó en noviembre de 2013. El 410, que está destinado a teléfonos de bajo costo en países en desarrollo, se anunció el mes siguiente En enero de 2014, Qualcomm presentó una versión modificada del Snapdragon 600 llamada 602A que está diseñada para pantallas de información y entretenimiento en el automóvil, cámaras de respaldo y otros productos de asistencia al conductor. El Snapdragon 610 de cuatro núcleos y el 615 de ocho núcleos se anunciaron en febrero de 2014. Snapdragon 808 y 810 se anunciaron en abril de 2014. El Snapdragon 835, anunciado en noviembre de 2017, es el primer SoC de Qualcomm que se basa en una arquitectura de 10 nm. El nuevo chip insignia de Qualcomm para 2018, el 845, se anunció en diciembre de 2017. Según Qualcomm, el 845 es un 25-30 % más rápido que el 835.
En febrero de 2015, Qualcomm cambió la marca de sus productos de módem independientes con el nombre Snapdragon; se distinguieron de los SoC mediante la designación "x", como el módem X7 o X12. El primer módem Snapdragon para redes 5G, el X50, se anunció en octubre de 2016. A esto le siguió el módem X24 de 2 GB en un proceso de fabricación de 7 nanómetros que se anunció en febrero de 2018.
Según CNET, los teléfonos con Windows estaban creciendo en participación de mercado en EE. UU. y ocupaban un lugar destacado en las reseñas de CNET debido a su capacidad de respuesta. Los SoC Snapdragon también se usan en la mayoría de los teléfonos con Windows y en la mayoría de los teléfonos que ingresaron al mercado a mediados de 2013. El LG G2 fue el primer teléfono en el mercado con Snapdragon 800 en agosto de 2013.
En 2017, el 660 y el 630 reemplazaron a los modelos de gama media 653 y 626 y se revisaron varios chips de la familia de productos 400. En febrero de 2017, Qualcomm presentó el Snapdragon X20, destinado a redes de telefonía celular 5G, y dos nuevos chips para redes Wi-Fi comerciales 802.11ax. A esto le siguió la adición del 636 a la familia de productos 600 en octubre, que según Qualcomm sería un 40 por ciento más rápido que el 630.
En agosto de 2018, se lanzaron los Snapdragon 632, 439 y 429. El nuevo SoC está dirigido a dispositivos de gama media como el Moto G6 Play, Huawei Honor 7A y Nokia 5.
En diciembre de 2018, Qualcomm anunció el 8cx en su Snapdragon Tech Summit 2018. El 8cx es el primer SoC de Qualcomm diseñado específicamente para la plataforma Always Connected PC (ACPC). A diferencia de los anteriores SoC ACPC de Qualcomm, que eran solo sus respectivos SoC móviles con un TDP más alto. Qualcomm también mostró su módem Snapdragon X50 5G, Snapdragon 855 y QTM052 mmWave Antenna Module.
En febrero de 2019, Qualcomm anunció su módem Snapdragon X55 5G, el módulo de antena QTM525 mmWave, el rastreador envolvente QET6100 y el nuevo sintonizador de impedancia de antena QAT3555.
En julio de 2019, Qualcomm anunció una actualización del Snapdragon 855, el Snapdragon 855+, que es esencialmente una versión overclockeada del 855 con un rendimiento de CPU y GPU más rápido.
En diciembre de 2019, Qualcomm anunció el módem Snapdragon X52 5G junto con Snapdragon 765 y Snapdragon 865.

### Pruebas comparativas
Las pruebas comparativas del procesador Snapdragon 800 realizadas por PC Magazine descubrieron que su potencia de procesamiento era comparable a la de productos similares de Nvidia. Los puntos de referencia del Snapdragon 805 encontraron que la GPU Adreno 420 resultó en una mejora del 40% en el procesamiento de gráficos sobre el Adreno 330 en el Snapdragon 800, aunque solo hubo ligeras diferencias en los puntos de referencia del procesador. Los puntos de referencia del Snapdragon 801 dentro de un HTC One encontraron un "golpe general" en las mejoras de referencia sobre el 800. En 2015, la decisión de Samsung de no usar Snapdragon 810 en su Galaxy S6 tuvo un impacto negativo significativo en los ingresos y la reputación de Snapdragon. Las pruebas comparativas realizadas por Ars Technica confirmaron los rumores de que el 810 tenía un rendimiento inferior al de los modelos de gama baja y tenía problemas de sobrecalentamiento. Un portavoz de Qualcomm dijo que estas pruebas se realizaron con versiones anteriores del 810 que no estaban listas para uso comercial. Se lanzó una versión actualizada y se descubrió que mejoraba moderadamente el estrangulamiento térmico, las velocidades de reloj de la GPU, la latencia de la memoria y el ancho de banda de la memoria cuando se probó en un producto comercial, el Xiaomi Mi Note Pro. Además, los modelos 820/821, 835 y 845 funcionaron sustancialmente mejor. La memoria del Snapdragon 865 se mejoró en una actualización posterior. Una prueba de referencia de 2019 realizada por PC World encontró que el rendimiento multinúcleo del 865 en la configuración "predeterminada" era un 30 por ciento más alto que el 855 y comparable al 855 Plus. El puntaje de referencia para el Snapdragon 888 lanzado en 2021 es más alto que el Snapdragon 865 Plus y Apple A13 existentes, pero su producción de calor ha aumentado en un 60%.

## Otras lecturas
- Boxall, Andy (24 de enero de 2015). «Del inglés: Cuando las ciudades adoptan chips para teléfonos inteligentes, los botes de basura hablan y las farolas tienen oídos». Digital Trends.